# Juan Carlos Albarracín
Juan Carlos Albarracín (n. Quito, Ecuador; 25 de enero de 1985) es un exárbitro de fútbol ecuatoriano. Fue árbitro internacional FIFA entre 2015 y 2017.

## Biografía
Juan Carlos Albarracín es un exárbitro ecuatoriano que ha dirigido varios partidos nacionales e internacionales, debutó en el año 2012 y fue internacional FIFA entre 2015 y 2017, así ha dirigido varios partidos de la Copa Conmebol Sudamericana, de igual manera ha dirigido varios partidos en el Campeonato Ecuatoriano de Fútbol. En Ecuador dirigió partidos desde 2013 en la Primera División, también estuvo presente en la Final del Campeonato Ecuatoriano de Fútbol 2015 dentro de la terna arbitral como cuarto juez. Se retiró en la temporada 2019, el último partido en el que impartió justicia fue Delfín Sporting Club vs. Club Sport Emelec, válido por la fecha 5 de la LigaPro Banco Pichincha. Una vez retirado formó parte del departamento físico de la Comisión de Árbitros de la Confederación Sudamericana de Fútbol.

## Trayectoria
En el plano internacional debutó el año 2015 en el Campeonato Sudamericano de Fútbol Sub-15 de 2015, también en 2017 fue llamado para el Campeonato Sudamericano de Fútbol Sub-17 de 2017 y también fue convocado para la Copa Sudamericana 2016.

### Campeonato Sudamericano de Fútbol Sub-15 de 2015
El campeonato se disputó en Colombia, ahí dirigió 2 partidos, los dos de la fase de grupos que fueron:
| 26 de noviembre de 2015, 16:45 | Uruguay                                | 3:1 (2:0) | Bolivia    | Estadio Municipal de Montería, Montería |                                    |
|                                | Falconis 11' · Mechoso 12' · Neris 65' | Reporte   | García 90' | Árbitro(s): Juan Carlos Albarracín      | Árbitro(s): Juan Carlos Albarracín |

| 30 de noviembre de 2015, 14:30 | Chile      | 1:2 (0:0) | Bolivia                 | Estadio Municipal de Montería, Montería |                                    |
|                                | Vega 90+3' | Reporte   | García 53' · Suárez 62' | Árbitro(s): Juan Carlos Albarracín      | Árbitro(s): Juan Carlos Albarracín |

### Campeonato Sudamericano de Fútbol Sub-17 de 2017
El torneo se disputó en Chile, ahí dirigió cuatro partidos tres de la fase de grupos y uno en hexagonal final y fueron:
| 24 de febrero de 2017, 22:15 | Brasil                                                        | 3:0 (3:0) | Perú | Estadio La Granja, Curicó          |                                    |
|                              | Vinicius Júnior 13' · Marcos Silva 33' · Lincoln 45+2' (pen.) | Reporte   |      | Árbitro(s): Juan Carlos Albarracín | Árbitro(s): Juan Carlos Albarracín |

| 28 de febrero de 2017, 18:00 | Paraguay                            | 2:2 (1:0) | Venezuela                  | Estadio Fiscal, Talca              |                                    |
|                              | Galeano 22' (pen.) · Morínigo 90+2' | Reporte   | Ferreira 47' · Hurtado 68' | Árbitro(s): Juan Carlos Albarracín | Árbitro(s): Juan Carlos Albarracín |

| 4 de marzo de 2017, 17:00 | Paraguay                           | 2:0 (2:0) | Perú | Estadio Fiscal, Talca              |                                    |
|                           | Rodríguez 20' · Fuentes 43' (a.g.) | Reporte   |      | Árbitro(s): Juan Carlos Albarracín | Árbitro(s): Juan Carlos Albarracín |

| 7 de marzo de 2017, 20:00 | Chile    | 1:0 (1:0) | Venezuela | Estadio El Teniente, Rancagua      |                                    |
|                           | Díaz 37' | Reporte   |           | Árbitro(s): Juan Carlos Albarracín | Árbitro(s): Juan Carlos Albarracín |

### Copa Sudamericana 2016
Dirigió un partido de la primera fase que fue:
| 17 de agosto de 2016, 21:15 (UTC-5) | Atlético Nacional | 1:0 (1:0) | Deportivo Municipal | Estadio Atanasio Girardot, Medellín |                                    |
|                                     | Bernal 42'        | Reporte   |                     | Árbitro(s): Juan Carlos Albarracín  | Árbitro(s): Juan Carlos Albarracín |